# Terzan 8
Terzan 8 (Ter 8) ist ein rund 85.000 Lichtjahre entfernter Kugelsternhaufen in der Sagittarius-Zwerggalaxie, der im Jahr 1968 von Agop Terzan entdeckt wurde.